# 24 Horas de Le Mans de 2006
As 24 Hours of Le Mans de 2006 foi o 74º grande prêmio automobilístico das 24 Horas de Le Mans, tendo acontecido nos dias 17 e 18 de junho 2006 em Le Mans, França no autódromo francês, Circuit de la Sarthe. A prova foi vencida pela equipe Audi Joest Team sendo também a primeira vitória de um veículo diesel na prova francesa.

## Resultados Finais

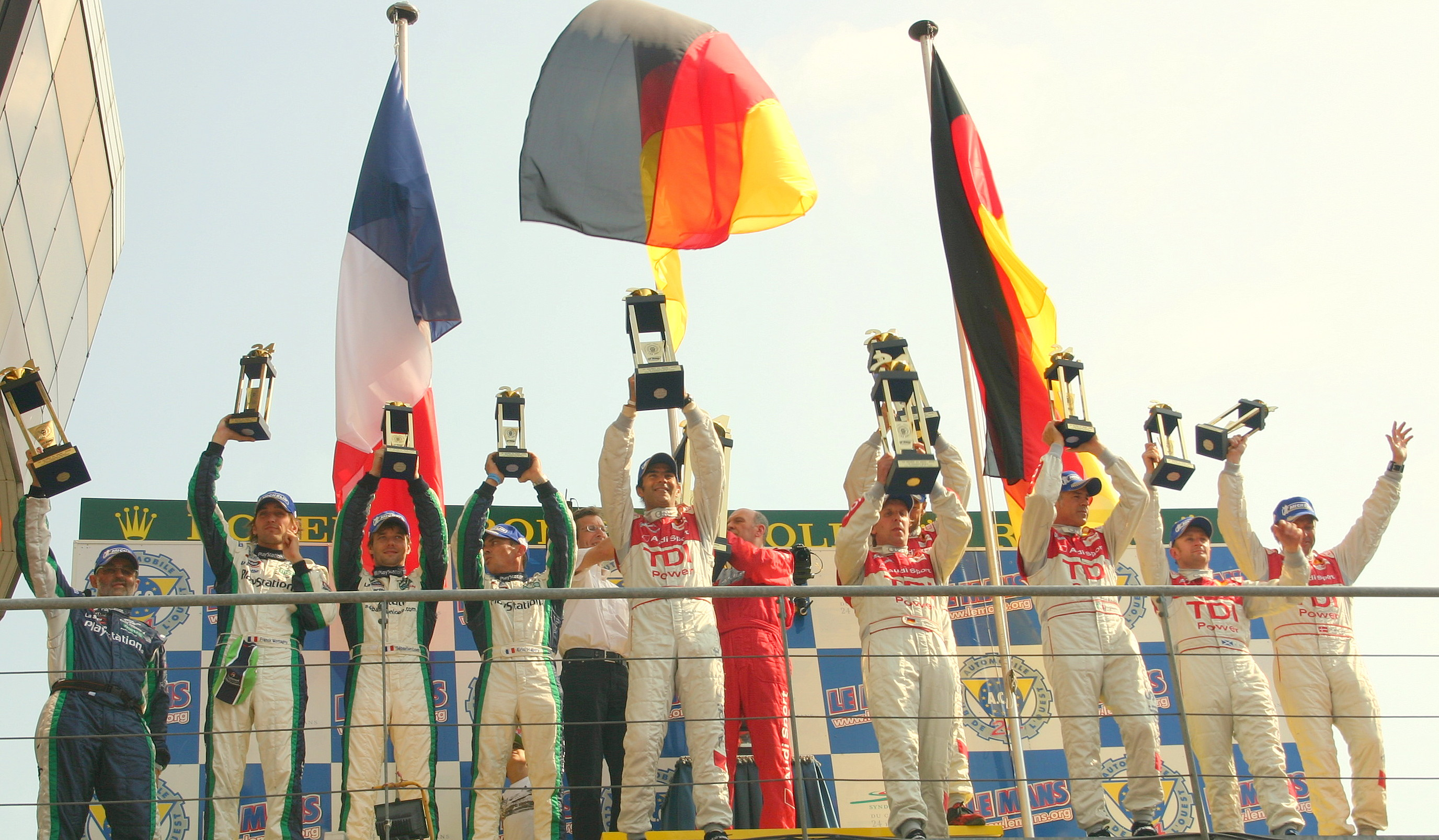
Pódio dos vencedores da edição de 2006, ao centro: Emanuele Pirro, Frank Biela e Marco Werner.

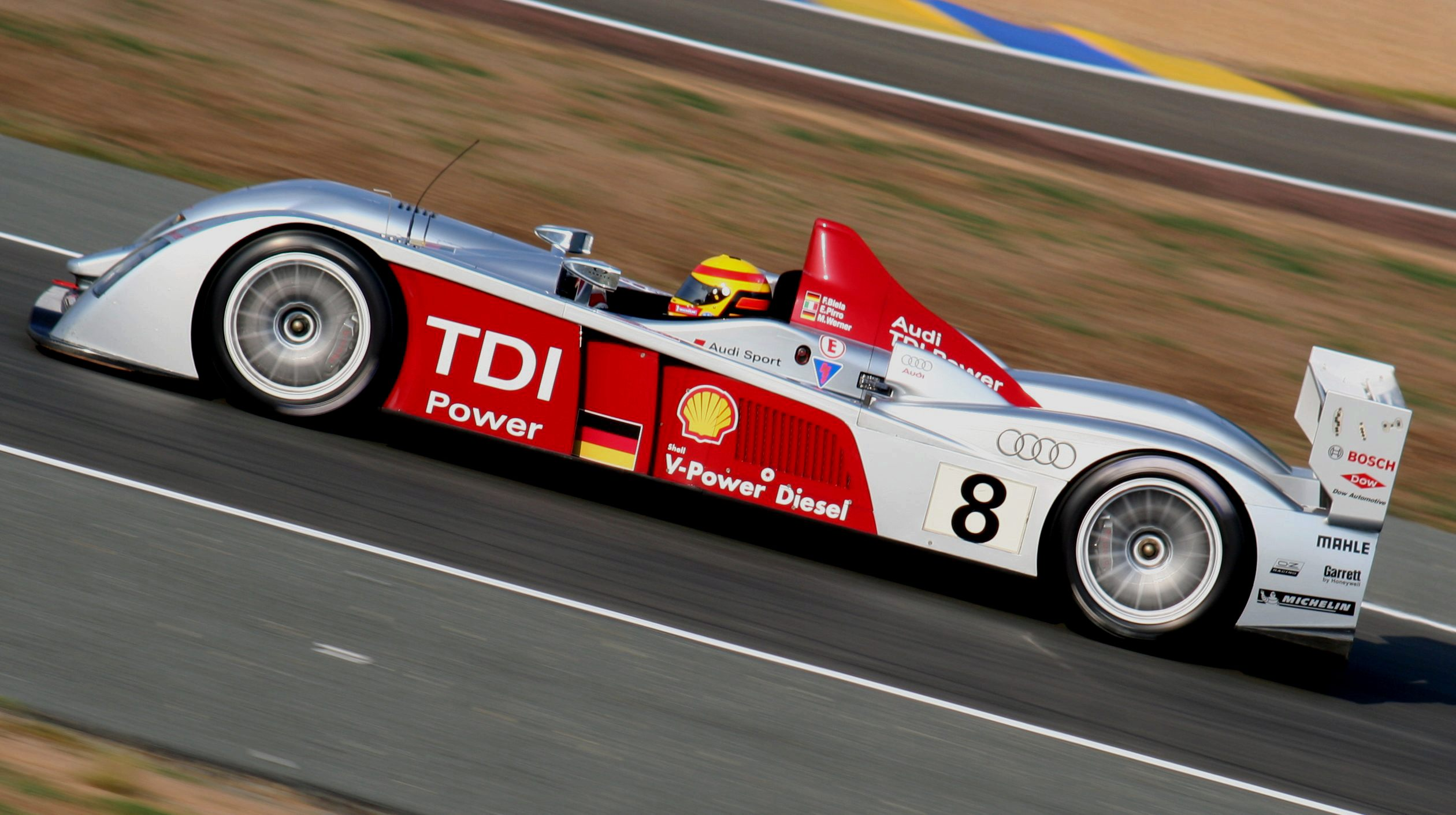
1. 8 Audi R10 vencedor

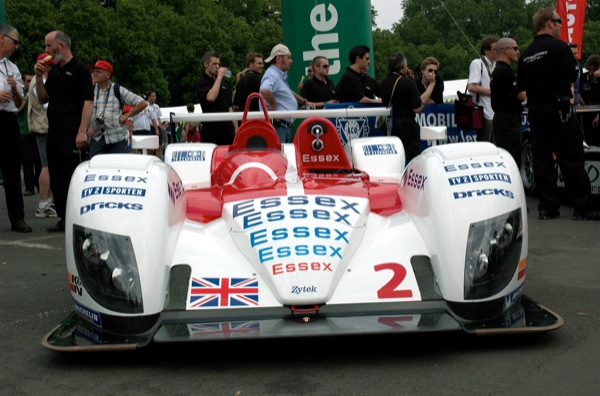
1. 2 Zytek 06S

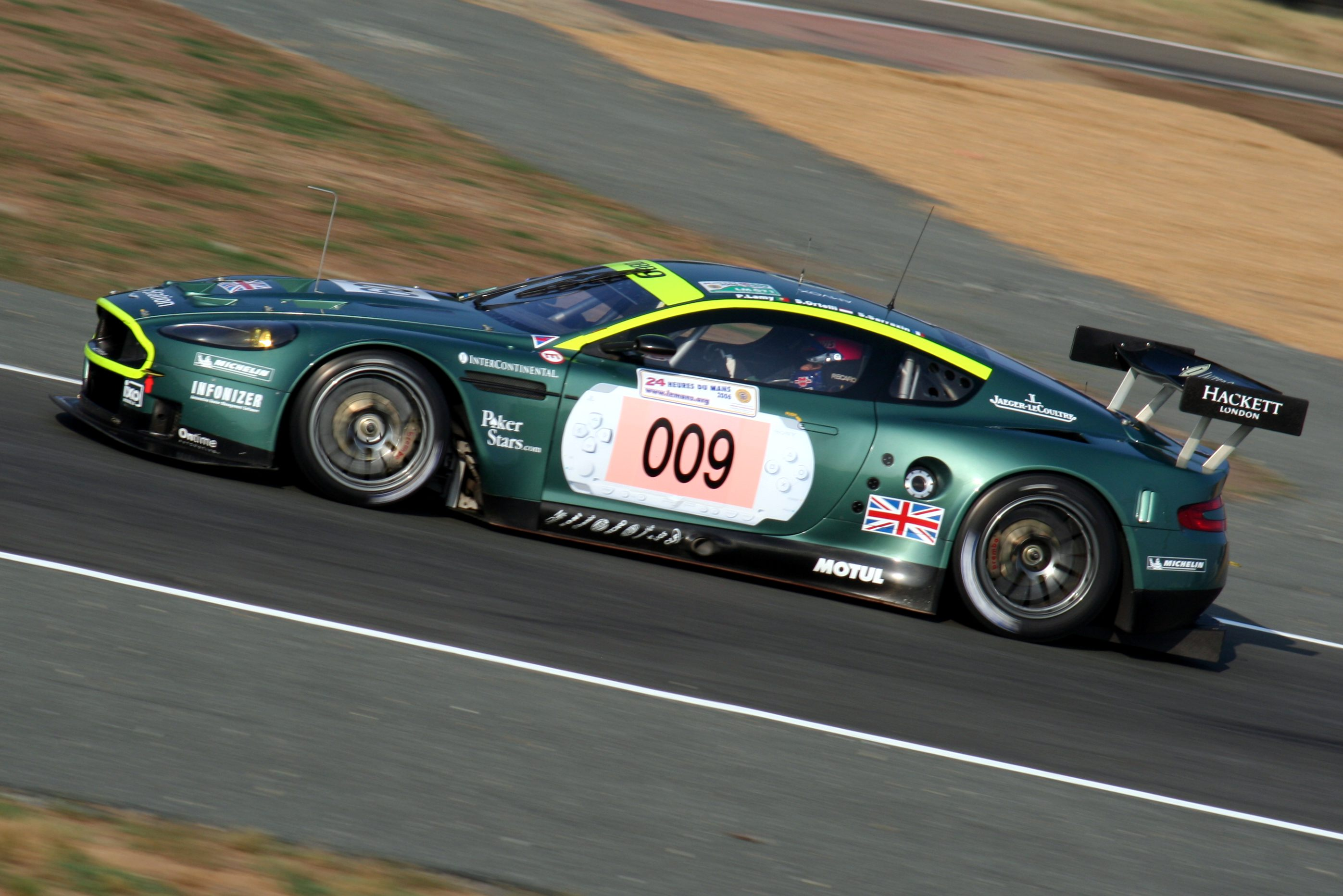
1. 009 Aston Martin DBR9

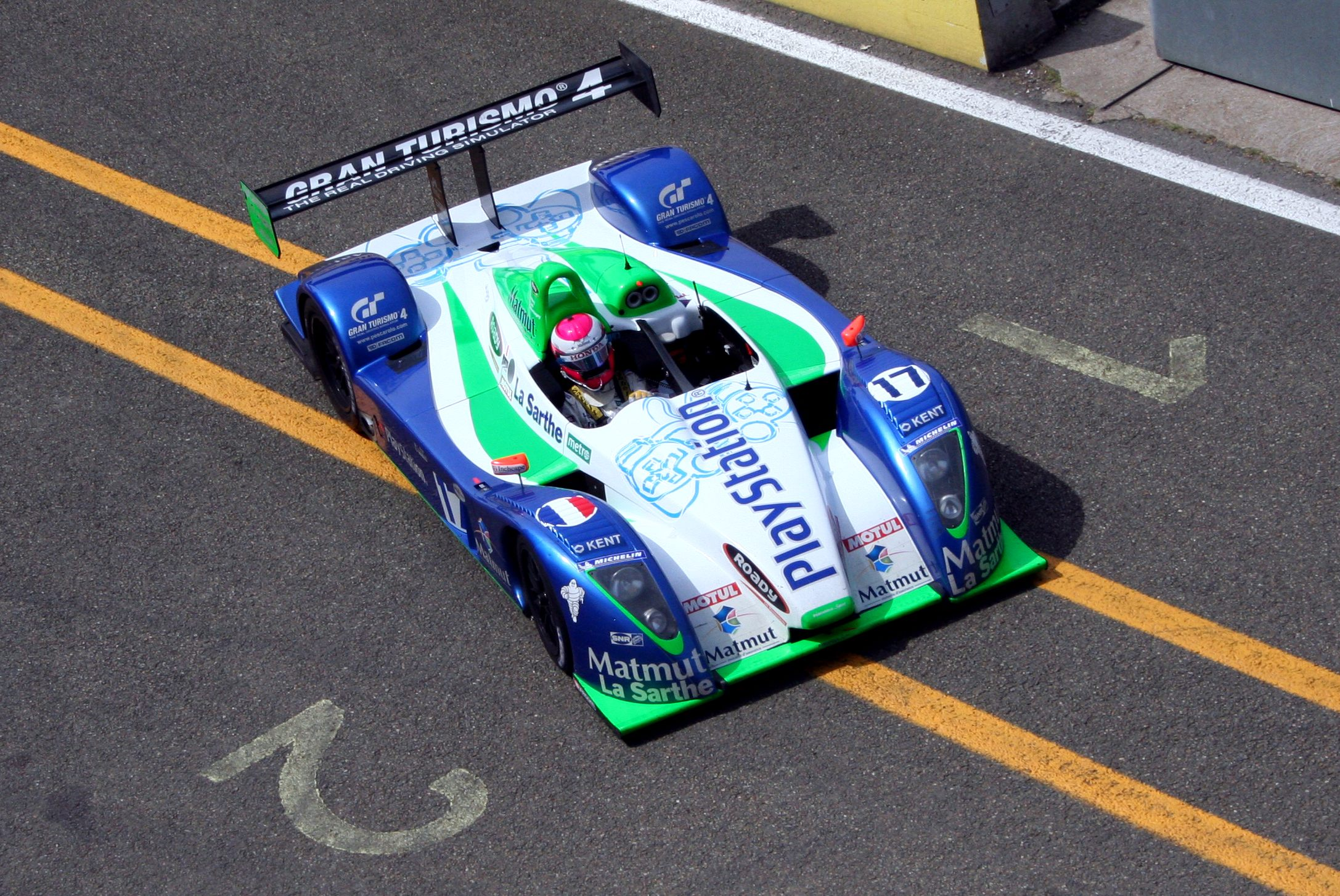
1. 17 Pescarolo C60 Hybrid

Os vencedores da classe estão marcados em negrito. Os carros que terminam a corrida mas não completam 75 por cento da distância do vencedor são listados como não classificados (NC). 
| Pos    | Class | No  | Equipe                                                      | Pilotos                                                 | Chassis                          | Pneus | Voltas |
| Pos    | Class | No  | Equipe                                                      | Pilotos                                                 | Motor                            | Pneus | Voltas |
| ------ | ----- | --- | ----------------------------------------------------------- | ------------------------------------------------------- | -------------------------------- | ----- | ------ |
| 1      | LMP1  | 8   | Audi Sport Team Joest                                       | Frank Biela Marco Werner Emanuele Pirro                 | Audi R10 TDI                     | M     | 380    |
| 1      | LMP1  | 8   | Audi Sport Team Joest                                       | Frank Biela Marco Werner Emanuele Pirro                 | Audi TDI 5.5L Turbo V12 (Diesel) | M     | 380    |
| 2      | LMP1  | 17  | Pescarolo Sport                                             | Sébastien Loeb Eric Hélary Franck Montagny              | Pescarolo C60 Hybrid             | M     | 376    |
| 2      | LMP1  | 17  | Pescarolo Sport                                             | Sébastien Loeb Eric Hélary Franck Montagny              | Judd GV5 S2 5.0L V10             | M     | 376    |
| 3      | LMP1  | 7   | Audi Sport Team Joest                                       | Rinaldo Capello Tom Kristensen Allan McNish             | Audi R10 TDI                     | M     | 367    |
| 3      | LMP1  | 7   | Audi Sport Team Joest                                       | Rinaldo Capello Tom Kristensen Allan McNish             | Audi TDI 5.5L Turbo V12 (Diesel) | M     | 367    |
| 4      | GT1   | 64  | Corvette Racing                                             | Oliver Gavin Olivier Beretta Jan Magnussen              | Chevrolet Corvette C6.R          | M     | 355    |
| 4      | GT1   | 64  | Corvette Racing                                             | Oliver Gavin Olivier Beretta Jan Magnussen              | Chevrolet LS7R 7.0L V8           | M     | 355    |
| 5      | LMP1  | 16  | Pescarolo Sport                                             | Emmanuel Collard Érik Comas Nicolas Minassian           | Pescarolo C60 Hybrid             | M     | 352    |
| 5      | LMP1  | 16  | Pescarolo Sport                                             | Emmanuel Collard Érik Comas Nicolas Minassian           | Judd GV5 S2 5.0L V10             | M     | 352    |
| 6      | GT1   | 007 | Aston Martin Racing                                         | Tomáš Enge Darren Turner Andrea Piccini                 | Aston Martin DBR9                | M     | 350    |
| 6      | GT1   | 007 | Aston Martin Racing                                         | Tomáš Enge Darren Turner Andrea Piccini                 | Aston Martin 6.0L V12            | M     | 350    |
| 7      | GT1   | 72  | Luc Alphand Aventures                                       | Luc Alphand Patrice Goueslard Jerôme Policand           | Chevrolet Corvette C5-R          | M     | 346    |
| 7      | GT1   | 72  | Luc Alphand Aventures                                       | Luc Alphand Patrice Goueslard Jerôme Policand           | Chevrolet LS7R 7.0L V8           | M     | 346    |
| 8      | LMP2  | 25  | Ray Mallock Ltd. (RML)                                      | Mike Newton Thomas Erdos Andy Wallace                   | MG-Lola EX264                    | M     | 343    |
| 8      | LMP2  | 25  | Ray Mallock Ltd. (RML)                                      | Mike Newton Thomas Erdos Andy Wallace                   | AER P07 2.0L Turbo I4            | M     | 343    |
| 9      | GT1   | 62  | Russian Age Racing Team Modena                              | Antonio García David Brabham Nelson Piquet Jr.          | Aston Martin DBR9                | M     | 343    |
| 9      | GT1   | 62  | Russian Age Racing Team Modena                              | Antonio García David Brabham Nelson Piquet Jr.          | Aston Martin 6.0L V12            | M     | 343    |
| 10     | GT1   | 009 | Aston Martin Racing                                         | Pedro Lamy Stéphane Sarrazin Stéphane Ortelli           | Aston Martin DBR9                | M     | 342    |
| 10     | GT1   | 009 | Aston Martin Racing                                         | Pedro Lamy Stéphane Sarrazin Stéphane Ortelli           | Aston Martin 6.0L V12            | M     | 342    |
| 11     | GT1   | 66  | ACEMCO Motorsports                                          | Johnny Mowlem Terry Borcheller Christian Fittipaldi     | Saleen S7-R                      | M     | 337    |
| 11     | GT1   | 66  | ACEMCO Motorsports                                          | Johnny Mowlem Terry Borcheller Christian Fittipaldi     | Ford 7.0L V8                     | M     | 337    |
| 12     | GT1   | 63  | Corvette Racing                                             | Ron Fellows Johnny O'Connell Max Papis                  | Chevrolet Corvette C6.R          | M     | 327    |
| 12     | GT1   | 63  | Corvette Racing                                             | Ron Fellows Johnny O'Connell Max Papis                  | Chevrolet LS7R 7.0L V8           | M     | 327    |
| 13     | LMP2  | 24  | Binnie Motorsports                                          | William Binnie Yojiro Terada Allen Timpany              | Lola B05/42                      | M     | 326    |
| 13     | LMP2  | 24  | Binnie Motorsports                                          | William Binnie Yojiro Terada Allen Timpany              | Zytek ZG348 3.4L V8              | M     | 326    |
| 14     | LMP2  | 27  | Miracle Motorsports                                         | Andy Lally John Macaluso Ian James                      | Courage C65                      | K     | 324    |
| 14     | LMP2  | 27  | Miracle Motorsports                                         | Andy Lally John Macaluso Ian James                      | AER P07 2.0L Turbo I4            | K     | 324    |
| 15     | GT2   | 81  | Team LNT                                                    | Lawrence Tomlinson Tom Kimber-Smith Richard Dean        | Panoz Esperante GT-LM            | P     | 321    |
| 15     | GT2   | 81  | Team LNT                                                    | Lawrence Tomlinson Tom Kimber-Smith Richard Dean        | Ford (Élan) 5.0L V8              | P     | 321    |
| 16     | GT2   | 83  | Seikel Motorsport Farnbacher Racing                         | Lars-Erik Nielsen Pierre Ehret Dominik Farnbacher       | Porsche 911 GT3-RS               | Y     | 320    |
| 16     | GT2   | 83  | Seikel Motorsport Farnbacher Racing                         | Lars-Erik Nielsen Pierre Ehret Dominik Farnbacher       | Porsche 3.6L Flat-6              | Y     | 320    |
| 17     | GT2   | 87  | Scuderia Ecosse                                             | Andrew Kirkaldy Chris Niarchos Tim Mullen               | Ferrari F430GT                   | M     | 311    |
| 17     | GT2   | 87  | Scuderia Ecosse                                             | Andrew Kirkaldy Chris Niarchos Tim Mullen               | Ferrari F136 4.0L V8             | M     | 311    |
| 18     | GT2   | 80  | Flying Lizard Motorsports                                   | Johannes van Overbeek Patrick Long Seth Neiman          | Porsche 911 GT3-RSR              | M     | 309    |
| 18     | GT2   | 80  | Flying Lizard Motorsports                                   | Johannes van Overbeek Patrick Long Seth Neiman          | Porsche 3.6L Flat-6              | M     | 309    |
| 19     | LMP2  | 33  | Intersport Racing                                           | Clint Field Liz Halliday Duncan Dayton                  | Lola B05/40                      | G     | 297    |
| 19     | LMP2  | 33  | Intersport Racing                                           | Clint Field Liz Halliday Duncan Dayton                  | AER P07 2.0L Turbo I4            | G     | 297    |
| 20     | LMP2  | 22  | Rollcentre Racing                                           | Martin Short João Barbosa Stuart Moseley                | Radical SR9                      | D     | 294    |
| 20     | LMP2  | 22  | Rollcentre Racing                                           | Martin Short João Barbosa Stuart Moseley                | Judd XV675 3.4L V8               | D     | 294    |
| 21     | LMP2  | 32  | Barazi-Epsilon                                              | Juan Barazi Michael Vergers Neil Cunningham             | Courage C65                      | M     | 294    |
| 21     | LMP2  | 32  | Barazi-Epsilon                                              | Juan Barazi Michael Vergers Neil Cunningham             | AER P07 2.0L Turbo I4            | M     | 294    |
| 22     | GT2   | 93  | Team Taisan Advan                                           | Kazuyuki Nishizawa Shinichi Yamaji Philip Collin        | Porsche 911 GT3-RS               | Y     | 291    |
| 22     | GT2   | 93  | Team Taisan Advan                                           | Kazuyuki Nishizawa Shinichi Yamaji Philip Collin        | Porsche 3.6L Flat-6              | Y     | 291    |
| 23 NC  | GT2   | 73  | Gordon Racing Team Ice Pol Racing Team                      | Yves-Emmanuel Lambert Christian Lefort Romain Ianetta   | Porsche 911 GT3-RSR              | D     | 282    |
| 23 NC  | GT2   | 73  | Gordon Racing Team Ice Pol Racing Team                      | Yves-Emmanuel Lambert Christian Lefort Romain Ianetta   | Porsche 3.8L Flat-6              | D     | 282    |
| 24 NC  | LMP1  | 2   | Zytek Engineering Team Essex Invest                         | John Nielsen Casper Elgaard Philip Andersen             | Zytek 06S                        | M     | 269    |
| 24 NC  | LMP1  | 2   | Zytek Engineering Team Essex Invest                         | John Nielsen Casper Elgaard Philip Andersen             | Zytek ZB408 4.0L V8              | M     | 269    |
| 25 NC  | LMP1  | 19  | Chamberlain-Synergy Motorsport                              | Bob Berridge Gareth Evans Peter Owen                    | Lola B06/10                      | D     | 267    |
| 25 NC  | LMP1  | 19  | Chamberlain-Synergy Motorsport                              | Bob Berridge Gareth Evans Peter Owen                    | AER P32T 3.6L Turbo V8           | D     | 267    |
| 26 NC  | LMP2  | 20  | Pierre Bruneau                                              | Marc Rostan Simon Pullan Chris MacAllister              | Pilbeam MP93                     | M     | 244    |
| 26 NC  | LMP2  | 20  | Pierre Bruneau                                              | Marc Rostan Simon Pullan Chris MacAllister              | Judd XV675 3.4L V8               | M     | 244    |
| 27 NC  | GT1   | 53  | JLOC Isao Noritake                                          | Marco Apicella Koji Yamanishi Yasutaka Hinoi            | Lamborghini Murcielago R-GT      | P     | 283    |
| 27 NC  | GT1   | 53  | JLOC Isao Noritake                                          | Marco Apicella Koji Yamanishi Yasutaka Hinoi            | Lamborghini L535 6.0L V12        | P     | 283    |
| 28 DNF | GT2   | 89  | Sebah Automotive Ltd.                                       | Christian Ried Xavier Pompidou Thorkild Thyrring        | Porsche 911 GT3-RSR              | D     | 256    |
| 28 DNF | GT2   | 89  | Sebah Automotive Ltd.                                       | Christian Ried Xavier Pompidou Thorkild Thyrring        | Porsche 3.6L Flat-6              | D     | 256    |
| 29 DNF | LMP1  | 9   | Creation Autosportif Ltd.                                   | Felipe Ortiz Giuseppe Gabbiani Jamie Campbell-Walter    | Creation CA06/H                  | M     | 240    |
| 29 DNF | LMP1  | 9   | Creation Autosportif Ltd.                                   | Felipe Ortiz Giuseppe Gabbiani Jamie Campbell-Walter    | Judd GV5 S2 5.0L V10             | M     | 240    |
| 30 DNF | GT1   | 50  | Larbre Compétition                                          | Patrick Bornhauser Jean-Luc Blanchemain Gabriele Gardel | Ferrari 550-GTS Maranello        | M     | 222    |
| 30 DNF | GT1   | 50  | Larbre Compétition                                          | Patrick Bornhauser Jean-Luc Blanchemain Gabriele Gardel | Ferrari F133 5.9L V12            | M     | 222    |
| 31 DNF | GT2   | 76  | IMSA Performance Matmut                                     | Raymond Narac Luca Riccitelli Romain Dumas              | Porsche 911 GT3-RSR              | M     | 211    |
| 31 DNF | GT2   | 76  | IMSA Performance Matmut                                     | Raymond Narac Luca Riccitelli Romain Dumas              | Porsche 3.8L Flat-6              | M     | 211    |
| 32 DNF | GT2   | 86  | Spyker Squadron b.v.                                        | Jeroen Bleekemolen Mike Hezemans Jonny Kane             | Spyker C8 Spyder GT2-R           | M     | 202    |
| 32 DNF | GT2   | 86  | Spyker Squadron b.v.                                        | Jeroen Bleekemolen Mike Hezemans Jonny Kane             | Audi 3.8L V8                     | M     | 202    |
| 33 DNF | GT1   | 67  | Convers MenX Team                                           | Alexey Vasilyev Robert Pergl Peter Kox                  | Ferrari 550-GTS Maranello        | M     | 196    |
| 33 DNF | GT1   | 67  | Convers MenX Team                                           | Alexey Vasilyev Robert Pergl Peter Kox                  | Ferrari F133 5.9L V12            | M     | 196    |
| 34 DNF | GT2   | 91  | T2M Motorsport                                              | Yutaka Yamagishi Jean-René de Fournoux Miro Konopka     | Porsche 911 GT3-RS               | D     | 196    |
| 34 DNF | GT2   | 91  | T2M Motorsport                                              | Yutaka Yamagishi Jean-René de Fournoux Miro Konopka     | Porsche 3.6L Flat-6              | D     | 196    |
| 35 DNF | LMP2  | 39  | Chamberlain-Synergy Motorsport ASM Team Racing for Portugal | Miguel Amaral Warren Hughes Miguel Ángel de Castro      | Lola B05/40                      | D     | 196    |
| 35 DNF | LMP2  | 39  | Chamberlain-Synergy Motorsport ASM Team Racing for Portugal | Miguel Amaral Warren Hughes Miguel Ángel de Castro      | AER P07 2.0L Turbo I4            | D     | 196    |
| 36 DNF | LMP1  | 6   | Lister Storm Racing                                         | Gavin Pickering Nicolas Kiesa Jens Møller               | Lister Storm LMP Hybrid          | D     | 192    |
| 36 DNF | LMP1  | 6   | Lister Storm Racing                                         | Gavin Pickering Nicolas Kiesa Jens Møller               | Chevrolet LS1 6.0L V8            | D     | 192    |
| 37 DNF | LMP1  | 14  | Racing for Holland                                          | Jan Lammers Alex Yoong Stefan Johansson                 | Dome S101Hb                      | D     | 182    |
| 37 DNF | LMP1  | 14  | Racing for Holland                                          | Jan Lammers Alex Yoong Stefan Johansson                 | Judd GV5 5.0L V10                | D     | 182    |
| 38 DNF | LMP1  | 12  | Courage Compétition                                         | Sam Hancock Alexander Frei Gregor Fisken                | Courage LC70                     | Y     | 171    |
| 38 DNF | LMP1  | 12  | Courage Compétition                                         | Sam Hancock Alexander Frei Gregor Fisken                | Mugen MF458S 4.5L V8             | Y     | 171    |
| 39 DNF | GT2   | 90  | White Lightning Racing Krohn Racing                         | Jörg Bergmeister Nic Jönsson Tracy Krohn                | Porsche 911 GT3-RSR              | M     | 148    |
| 39 DNF | GT2   | 90  | White Lightning Racing Krohn Racing                         | Jörg Bergmeister Nic Jönsson Tracy Krohn                | Porsche 3.6L Flat-6              | M     | 148    |
| 40 DNF | LMP2  | 30  | Gerard Welter                                               | Patrice Roussel Frédéric Hauchard Julien Briché         | WR LMP04                         | P     | 134    |
| 40 DNF | LMP2  | 30  | Gerard Welter                                               | Patrice Roussel Frédéric Hauchard Julien Briché         | Peugeot 2.0L Turbo I4            | P     | 134    |
| 41 DNF | LMP1  | 5   | Swiss Spirit                                                | Harold Primat Marcel Fässler Philipp Peter              | Courage LC70                     | M     | 132    |
| 41 DNF | LMP1  | 5   | Swiss Spirit                                                | Harold Primat Marcel Fässler Philipp Peter              | Judd GV5 S2 5.0L V10             | M     | 132    |
| 42 DNF | GT1   | 61  | Russian Age Racing Cirtek Motorsport                        | Tim Sugden Nigel Smith Christian Vann                   | Ferrari 550-GTS Maranello        | M     | 124    |
| 42 DNF | GT1   | 61  | Russian Age Racing Cirtek Motorsport                        | Tim Sugden Nigel Smith Christian Vann                   | Ferrari F133 5.9L V12            | M     | 124    |
| 43 DNF | GT2   | 98  | Noël del Bello Racing                                       | Adam Sharpe Patrick Bourdais Tom Cloet                  | Porsche 911 GT3-RSR              | M     | 115    |
| 43 DNF | GT2   | 98  | Noël del Bello Racing                                       | Adam Sharpe Patrick Bourdais Tom Cloet                  | Porsche 3.6L Flat-6              | M     | 115    |
| 44 DNF | LMP2  | 36  | Paul Belmondo Racing                                        | Claude-Yves Gosselin Karim A. Ojjeh Pierre Ragues       | Courage C65                      | M     | 84     |
| 44 DNF | LMP2  | 36  | Paul Belmondo Racing                                        | Claude-Yves Gosselin Karim A. Ojjeh Pierre Ragues       | Ford (Mecachrome) 3.4L V8        | M     | 84     |
| 45 DNF | LMP2  | 37  | Paul Belmondo Racing                                        | Patrice Roussel Didier André Yann Clairay               | Courage C65                      | M     | 48     |
| 45 DNF | LMP2  | 37  | Paul Belmondo Racing                                        | Patrice Roussel Didier André Yann Clairay               | Ford (Mecachrome) 3.4L V8        | M     | 48     |
| 46 DNF | LMP2  | 35  | G-Force Racing                                              | Franck Hahn Jean-François Leroch Ed Morris              | Courage C65                      | D     | 47     |
| 46 DNF | LMP2  | 35  | G-Force Racing                                              | Franck Hahn Jean-François Leroch Ed Morris              | Judd XV675 3.4L V8               | D     | 47     |
| 47 DNF | GT2   | 85  | Spyker Squadron b.v.                                        | Donny Crevels Peter Dumbreck Tom Coronel                | Spyker C8 Spyder GT2-R           | M     | 40     |
| 47 DNF | GT2   | 85  | Spyker Squadron b.v.                                        | Donny Crevels Peter Dumbreck Tom Coronel                | Audi 3.8L V8                     | M     | 40     |
| 48 DNF | LMP1  | 13  | Courage Compétition                                         | Shinji Nakano Jean-Marc Gounon Haruki Kurosawa          | Courage LC70                     | Y     | 35     |
| 48 DNF | LMP1  | 13  | Courage Compétition                                         | Shinji Nakano Jean-Marc Gounon Haruki Kurosawa          | Mugen MF458S 4.5L V8             | Y     | 35     |
| 49 DNF | GT2   | 77  | Multimatic Motorsport Team Panoz                            | Gunnar Jeannette Scott Maxwell Tom Milner               | Panoz Esperante GT-LM            | P     | 34     |
| 49 DNF | GT2   | 77  | Multimatic Motorsport Team Panoz                            | Gunnar Jeannette Scott Maxwell Tom Milner               | Ford (Élan) 5.0L V8              | P     | 34     |
| 50 DNF | GT1   | 69  | BMS Scuderia Italia                                         | Fabrizio Gollin Fabio Babini Christian Pescatori        | Aston Martin DBR9                | P     | 3      |
| 50 DNF | GT1   | 69  | BMS Scuderia Italia                                         | Fabrizio Gollin Fabio Babini Christian Pescatori        | Aston Martin 6.0L V12            | P     | 3      |

Legenda :DNQ = Não largou - DNF = Abandono - NC = Não classificado - DSQ= Desqualificado